# Dobrodošli
A Dobrodošli (magyarul: Isten hozott!) a montenegrói Nina Žižić énekesnő dala, mellyel Montenegrót képviselte a 2025-ös Eurovíziós Dalfesztiválon Bázelben. A dal belső kiválasztás során nyerte el a dalversenyen való indulás jogát.

## Eurovíziós Dalfesztivál
2024. október 10-én vált hivatalossá, hogy az énekesnő dala bekerült a Montesong nemzeti döntő mezőnyébe. A dal november 27-én a dalválasztó műsorban a zsűrinél első, míg a közönségnél negyedik helyet érte el, ezzel összesítésben második helyezett lett egy ponttal lemaradva a győztes Neonoen együttes dala, a Clickbait után.
2024. december 1-jén az Radio i televizija Crne Gore (RTCG) bejelentette, hogy az együttes dala korábban, 2023 júniusában már előadásra került a Zabjelo Kulturális Fesztiválon, Podgoricában. A verseny szabálya előírja, hogy a versenyző dalok nem lehetnek nyilvánosan előadva vagy kereskedelmi forgalomba hozva szeptember 1-je előtt. Az RTCG másnap, december 2-án egyeztetett az EBU-val, hogy hozzák meg a döntést a dal sorsáról, azonban az együttes erre reagálva pár nap elteltével visszalépett a Eurovíziós Dalfesztiválon való részvételtől.
2024. december 8-án az RTCG bejelentette, hogy a nemzeti döntő második helyezettje, Nina Žižić dala képviselheti Montenegrót az Eurovíziós Dalfesztiválon.
A dalt először a május 15-én rendezett második elődöntőben, fellépési sorrendben másodikként adta elő, az Ausztráliát képviselő Go-Jo Milkshake Man című dala után és az Írországot képviselő Emmy Laika Party című dala előtt. Az elődöntőben a nézői szavazatok pontjai alapján a dal nem jutott tovább a május 17-én megrendezésre került döntőbe.

## Dalszöveg
| Nasmij se, izdrži sve, proći će Izdrži sve, proći će, nasmij se Proći će, nasmij se, izdrži sve Nestaće, prestaće, a kada će? Dobro došli meni vi Na predstavu o ljubavi – A dal refrénje | Mosolyogj, tarts ki, ez is elmúlik Tarts ki, mosolyogj, egyszer vége lesz El fog múlni, mosolyogj, tarts ki Eltűnik, megszűnik, de vajon mikor? Üdvözöllek titeket Ezen az előadáson a szeretetről – A dal refrénje magyarul |

## Galéria

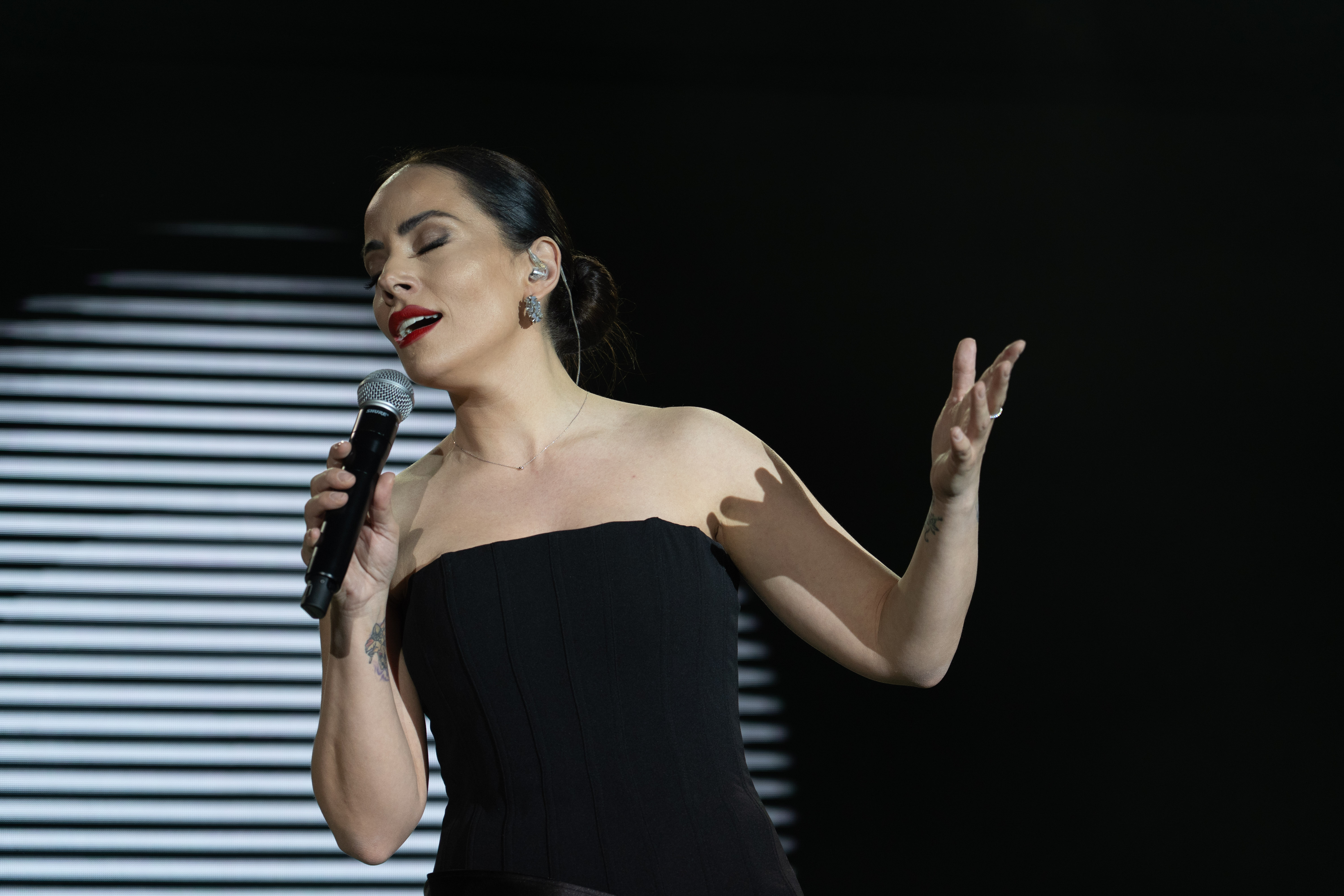
A madridi eurovíziós partin
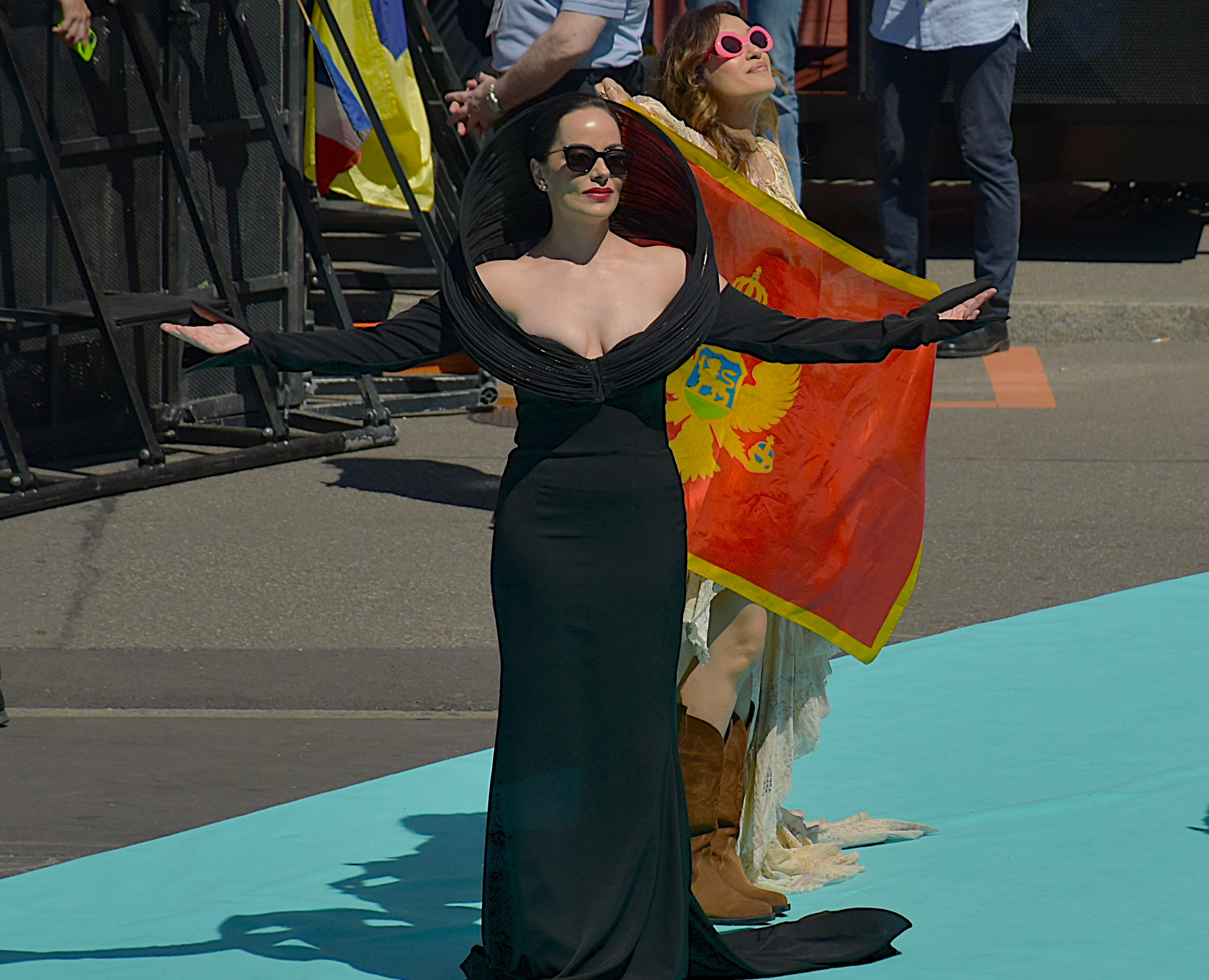
A megnyitóünnepségen
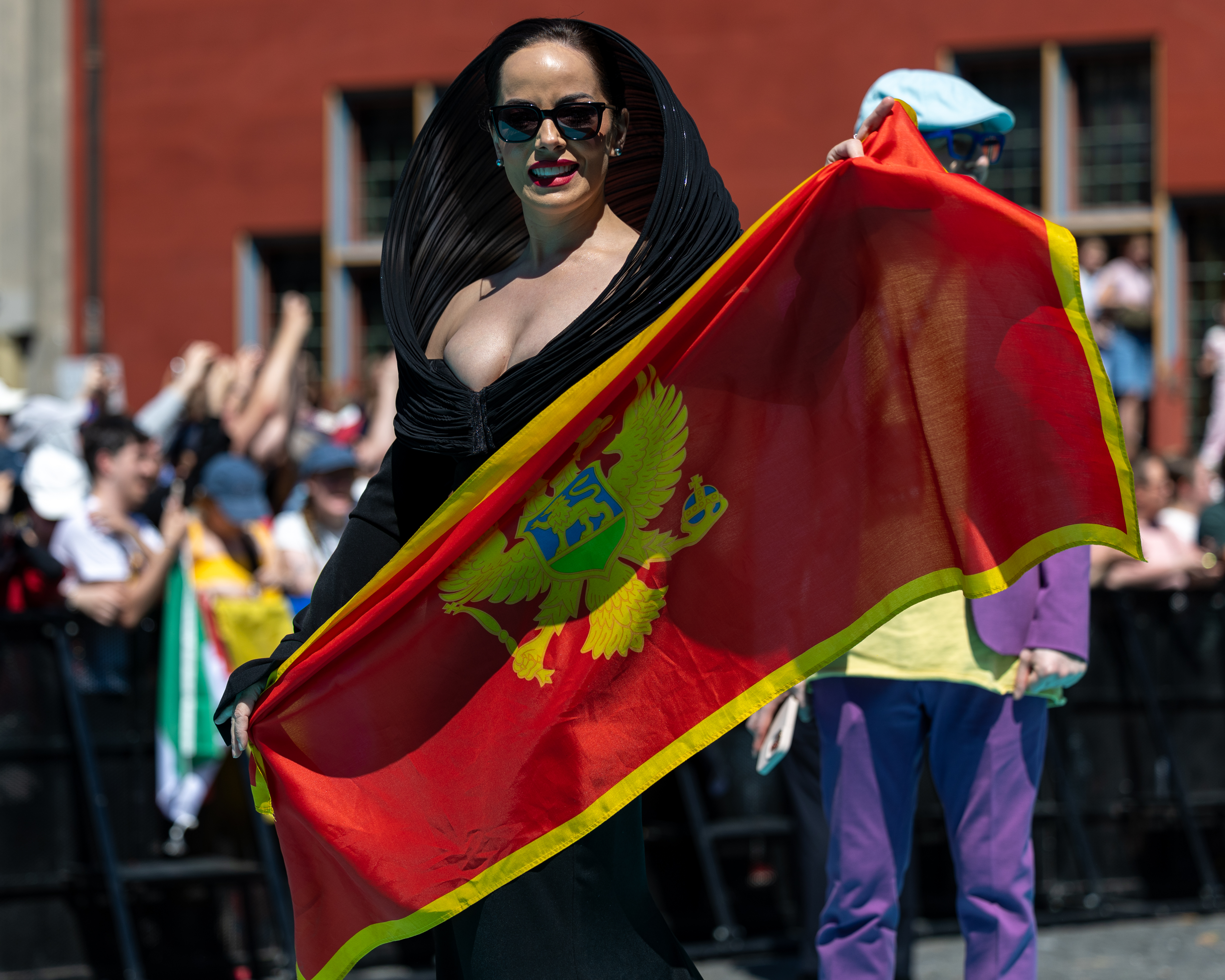
A megnyitóünnepségen
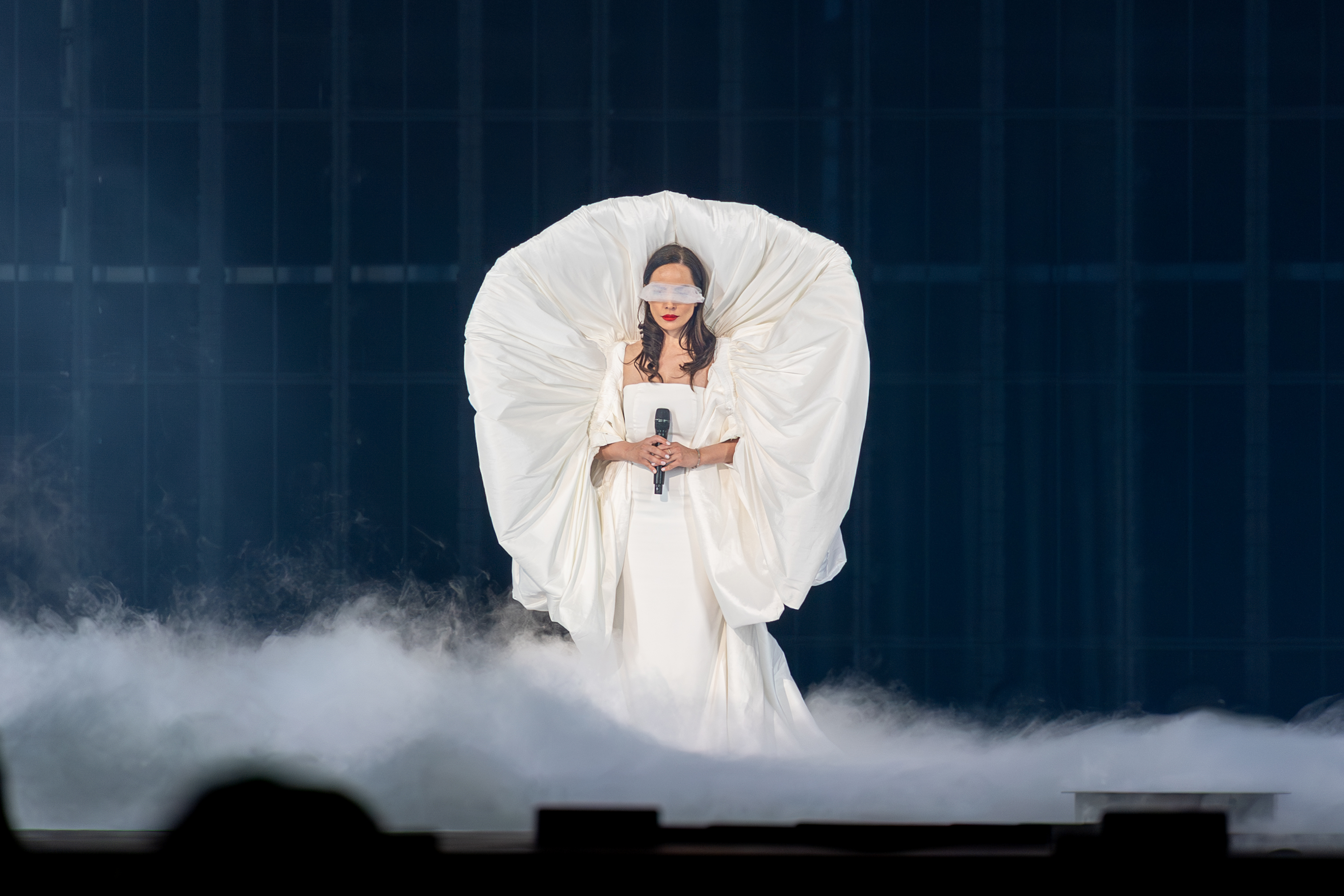
Az elődöntőben